# Acheilognathus elongatoides
Acheilognathus elongatoides е вид лъчеперка от семейство Шаранови (Cyprinidae).

## Разпространение
Видът е разпространен във Виетнам.

## Описание
На дължина достигат до 9,8 cm.